# Пензабене (Палермо)
Пензабене је насеље у Италији у округу Палермо, региону Сицилија.
Према процени из 2011. у насељу је живело 50 становника. Насеље се налази на надморској висини од 410 м.